# Mancomunidad de Municipios de la Costa del Sol Occidental

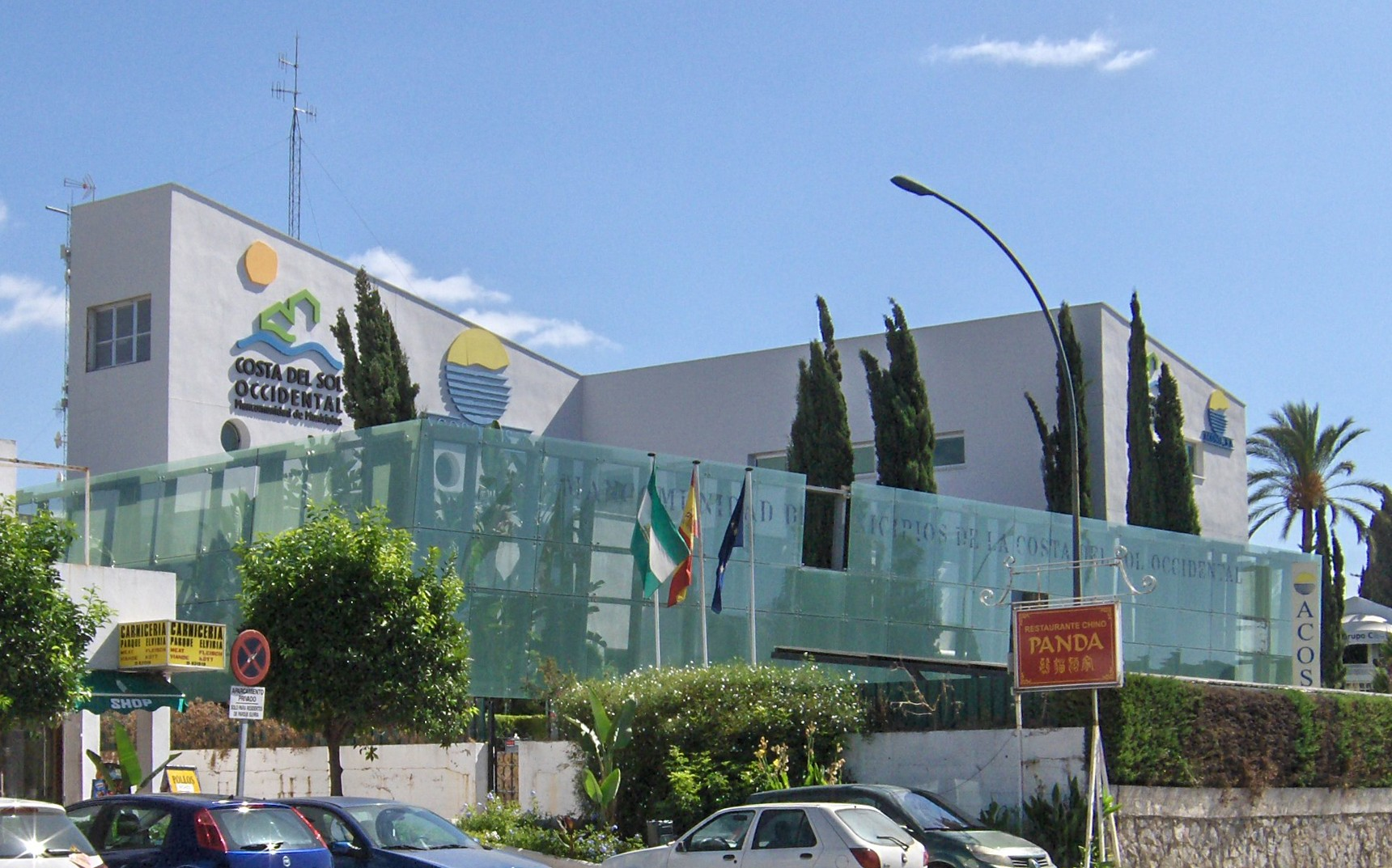
Antigua sede de la Mancomunidad de Municipios de la Costa del Sol Occidental fotografiada en 2010.

La Mancomunidad de Municipios de la Costa del Sol Occidental es una institución integrada por once municipios de la provincia de Málaga (Andalucía, España), que son: Benahavís, Benalmádena, Casares, Estepona, Fuengirola, Istán, Manilva, Marbella, Mijas, Ojén y Torremolinos,

## Funciones
Tiene como función gestionar de forma conjunta una serie de servicios como los servicios de recogida de residuos sólidos urbanos, el fomento y promoción del turismo, urbanismo, desarrollo de proyectos nacionales y europeos, actividades en cultura, bienestar social, deporte, formación y la gestión del ciclo integral del agua, tanto en lo que se refiere al suministro como en lo relativo al saneamiento (depuración).
La Asamblella de la Mancomunidad, con sede en Marbella, está formada por dos representantes de cada municipio, correspondientes al partido o partidos que han obtenido los dos primeros concejales en las elecciones locales. Su mandato tiene una duración de 4 años, coincidente con el mandato de las corporaciones locales que designan a los vocales.

## Política
En la actual legislatura (2023-2027) en la Mancomunidad están representadas las siguientes formaciones políticas: Partido Popular (11), Partido Socialista Obrero Español (6), Con Andalucía-Izquierda Unida (3), Compromiso Manilva (1) y Por Mi Pueblo (1). El Presidente de la Mancomunidad es Manuel Miguel Cardeña Gómez, del Partido Popular.